# Línea VAC-246 (Largo recorrido)
La línea VAC-246 une la estación subterránea de autobuses del Intercambiador de Moncloa en Madrid con la Estación de Autobuses de Segovia.

## Características
Esta línea une Madrid y Segovia en aproximadamente 1 hora y 45 minutos a través de la A-6, la AP-6 y la AP-61 pasando por el Túnel de Guadarrama.
La ruta 1 de la concesión (aunque no la más frecuente) realiza paradas en algunas poblaciones dentro de la Comunidad de Madrid, además de paradas intermedias entre San Rafael y la estación de autobuses de Segovia. Existen otros recorridos con mucha más frecuencia que no realizan ninguna parada entre Madrid y San Rafael (reduciendo el trayecto a 1h y 20 minutos) o incluso ninguna parada hasta llegar a Segovia (trayecto de 1h).
Al igual que otras líneas de largo recorrido que circulan dentro de la Comunidad de Madrid, no se permiten los viajes dentro de la misma. Debido a que las localidades madrileñas por las que circula están ya abastecidas por líneas interurbanas de Madrid, sólo se permiten viajes desde Madrid a Segovia y viceversa, nunca dentro de la Comunidad de Madrid.
Algunas rutas prolongan su recorrido a otras ciudades de la Provincia de Segovia, Provincia de Palencia y Provincia de Burgos, dando servicio a las localidades de El Espinar (trayecto de 1h y 15 minutos o 1h sin paradas intermedias), Nava de la Asunción (trayecto de 2h y 10 minutos), Coca (trayecto de 2h y 15 minutos) y Melgar de Fernamental (trayecto de 5h y 30 minutos), además de las localidades intermedias que atraviesa para llegar, en una expedición diaria por sentido.
Existen recorridos de carácter universitario, que operan sólo de lunes a viernes en el calendario lectivo de las universidades de Madrid. Estos recorridos prestan servicio a la Universidad Autónoma de Madrid en el campus de Cantoblanco (trayecto de 2h), la Universidad Europea de Madrid en Villaviciosa de Odón (atravesando el Campus de Somosaguas de la Universidad Complutense de Madrid) (trayecto de 2h), la Ciudad Universitaria de Madrid de la Universidad Complutense de Madrid (trayecto de 1h y 45 minutos) y la Universidad Politécnica de Madrid en el edificio Retiro de la Escuela de Ingenieros de Caminos y el campus sur (distrito de Vallecas) (trayecto de 2h).
A diferencia de otras líneas como la VAC-023 Madrid - Toledo con hijuelas y la VAC-243 Madrid - Guadalajara no existe un acuerdo entre el Consorcio Regional de Transportes de Madrid y la Junta de Castilla y León que haga posible el uso de los abonos transporte entre ambas comunidades.
En la estación de autobuses de Segovia conecta con gran parte del Transporte Metropolitano de Segovia y en Madrid en el Intercambiador de Moncloa llega a dos líneas de Metro, 23 líneas urbanas (4 nocturnas y 19 diurnas), gran número de líneas líneas interurbanas del CRTM más otras 5 líneas de largo recorrido.
Está operada por la empresa Avanza Movilidad Integral, perteneciente al Grupo Avanza, y no mantiene los mismos horarios durante todo el año, reduciendo el número de expediciones durante los meses de julio y agosto, suprime los servicios universitarios los días fuera del periodo académico, además de los días excepcionales vísperas de festivo y festivos de Navidad en los que los horarios también cambian y se reducen.
Al igual que el resto de líneas de titularidad estatal, las siglas VAC corresponden a Viajeros Administración Central.

## Historia

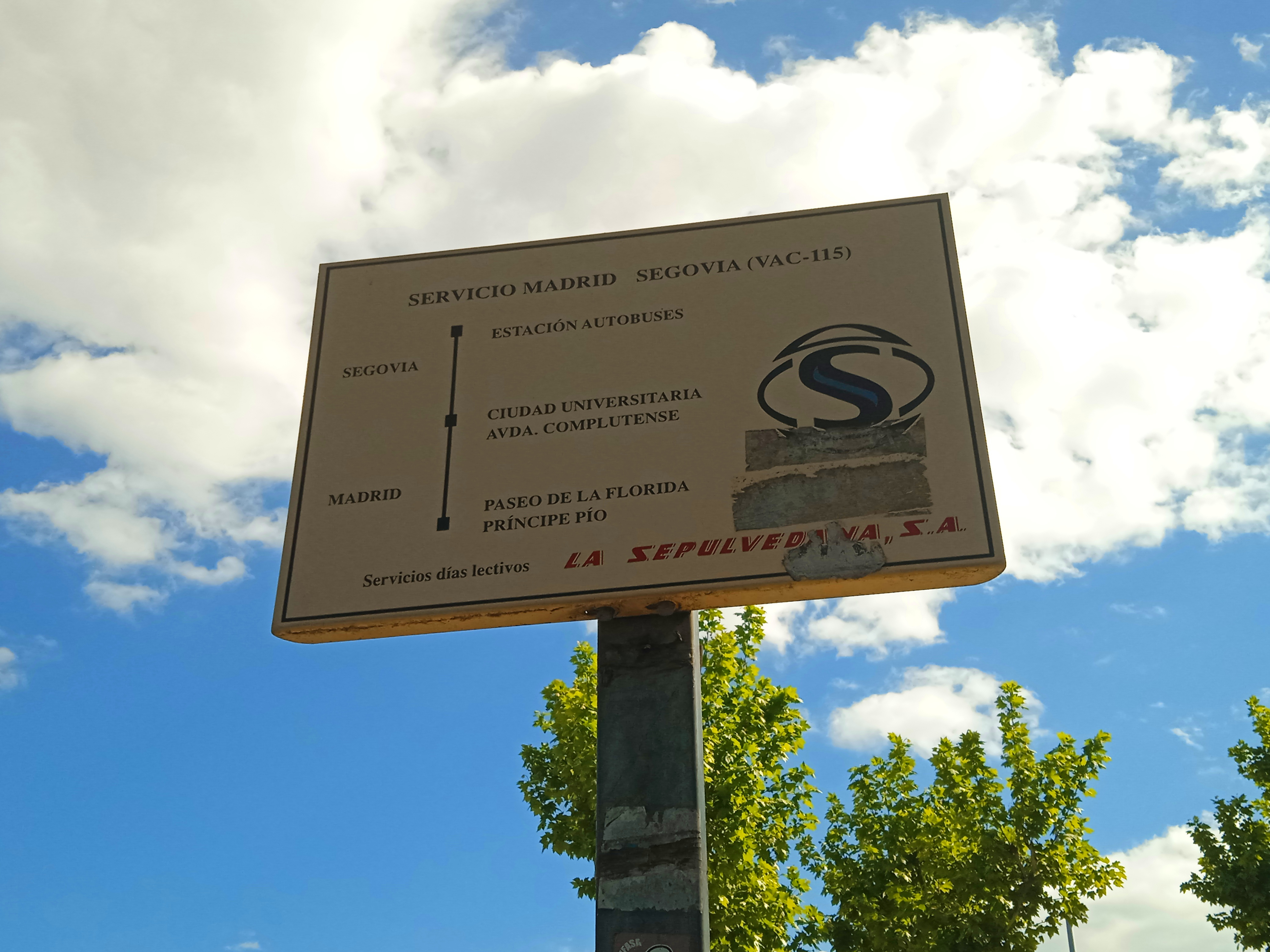
Cartel en Ciudad Universitaria de la antigua línea VAC-115, ofrecida por La Sepulvedana y sustituida en 2018 por la VAC-246 del Grupo Avanza

Se inauguró el 8 de agosto de 2018, modernizando y actualizando la antigua concesión VAC-115 creando así la nueva y actual concesión VAC-246 para reemplazarla.
Desde entonces la anterior operador La Sepulvedana es expulsada tras operar el servicio desde 1923, no sin polémica y recursos judiciales. La línea pasa a estar operada por el Grupo Avanza, que a diferencia del anterior es ajena a ambas provincias.
Las nuevas políticas han supuesto supresión de frecuencias, mayor número de incidencias en los vehículos, sobreventa de asientos y mayor dificultad para la adquisición de billetes.
Originalmente la concesión estuvo operada por Llorente Bus S.L., una de las múltiples empresas pertenecientes al Grupo Avanza. El 15 de octubre de 2021 finaliza la absorción de la empresa en Avanza Movilidad Integral S.L. de Llorente Bus, ambas pertenecientes al Grupo Avanza, en una operación de reestructuración y aglutinación de diversas empresas filiales. Además de Llorente Bus, otras empresas fueron absorbidas como Avanza Interurbanos, Larrea, ALOSA, entre otras.

## Rutas
Existen distintas rutas que abarcan otras poblaciones. A menudo se suele añadir al nombre de la concesión el apéndice "con hijuelas" refiriéndose algunos recorridos que abarcan distintas poblaciones de sus extremos.
| Número  | Itinerario                                                                              |
| Ruta 1  | Madrid - Segovia (por Guadarrama)                                                       |
| Ruta 2  | Madrid - Segovia (Directo hasta San Rafael)                                             |
| Ruta 3  | Madrid - Segovia (Directo)                                                              |
| Ruta 4  | Madrid - El Espinar (por Guadarrama)                                                    |
| Ruta 5  | Madrid - El Espinar (Directo)                                                           |
| Ruta 6  | El Espinar - Segovia (por Ortigosa del Monte y La Losa)                                 |
| Ruta 7  | Madrid - Nava de la Asunción                                                            |
| Ruta 8  | Madrid - Melgar de Fernamental (por Villahán)                                           |
| Ruta 9  | Madrid - Melgar de Fernamental (por Torquemada y Astudillo)                             |
| Ruta 10 | Madrid (Universidad Autónoma) - Segovia                                                 |
| Ruta 11 | Universidad Europea de Madrid - Segovia (por Campus de Somosaguas de la U. Complutense) |
| Ruta 12 | Madrid (Universidad Complutense Campus Ciudad Universitaria) - Segovia                  |
| Ruta 13 | Madrid (Universidad Politécnica Campus Sur) - Segovia                                   |
| Ruta 14 | Madrid - San Rafael                                                                     |
| Ruta 15 | Madrid - Coca                                                                           |
| Ruta 16 | Otero de Herreros - Segovia                                                             |

En la siguiente tabla se muestran los datos de la operativa de Avanza Movilidad Integral en la concesión VAC-246. En los autobuses se puede encontrar la siguiente información en los teleindicadores: Coche + Destino + nº de Concesión (debajo del destino).
| Número         | Coche | Destino                                                                |
| -------------- | ----- | ---------------------------------------------------------------------- |
| Ruta 1         | 2     | Madrid - Segovia (por Guadarrama)                                      |
| Ruta 2         | 2     | Madrid - Segovia (Directo hasta San Rafael)                            |
| Ruta 3         | 1     | Madrid - Segovia (Directo)                                             |
| Ruta 4         | 5     | Madrid - El Espinar (por Guadarrama)                                   |
| Ruta 5         | 5     | Madrid - S.Rafael - El Espinar (Directo)                               |
| Ruta 6         | 11    | El Espinar - Segovia (por Ortigosa del Monte y La Losa)                |
| Ruta 7         | 3     | Madrid - Nava de la Asunción                                           |
| Ruta 8         | 10    | Madrid - Melgar de Fernamental (por Villahán)                          |
| Ruta 9         | 10    | Madrid - Melgar de Fernamental (por Torquemada y Astudillo)            |
| Ruta 10        | 7     | Madrid (Universidad Autónoma) - Segovia                                |
| Ruta 10 MIX 12 | 7 y 6 | Madrid (Universidad Autónoma) - Segovia                                |
| Ruta 11        | 9     | Universidad Europea de Madrid - Segovia                                |
| Ruta 11 MIX 12 | 9 y 6 | Universidad Europea de Madrid - Universidad Complutense - Segovia      |
| Ruta 12        | 6     | Madrid (Universidad Complutense Campus Ciudad Universitaria) - Segovia |
| Ruta 13        | 8     | Madrid (Universidad Politécnica Campus Sur) - Segovia                  |
| Ruta 13 MIX 12 | 8 y 6 | Madrid (Universidad Politécnica Campus Sur) - Segovia                  |
| Ruta 14        | 4     | Madrid - San Rafael                                                    |
| Ruta 15        | 3     | Madrid - Nava de la Asunción                                           |

- Los refuerzos serán asignados con número de coche distinto al del servicio establecido, empezando por el 1 en adelante.